# (1970) Шумерия
(1970) Шумерия (лат. Sumeria) — типичный астероид главного пояса, который входит в состав семейства Доры. Он был открыт 12 марта 1954 года аргентинским астрономом Мигелем Ицигсоном в обсерватории Ла-Плата и назван в честь цивилизации Шумер, одной из древнейших человеческих цивилизаций, которая имела свою письменность.

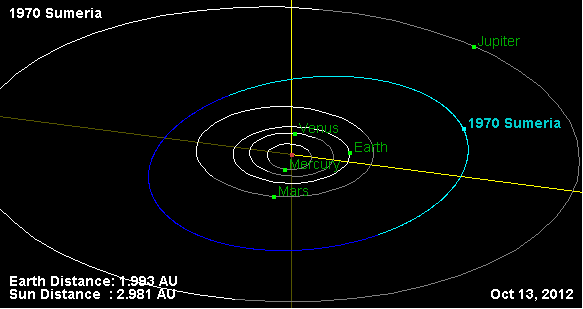
Орбита астероида Шумерия и его положение в Солнечной системе